# Quokka
Quokka (Setonix brachyurus) este o specie mică de marsupiale de mărimea unei pisici domestice.  Este singurul membru al genului Setonix. Ca și alte marsupiale din familia macropodelor (cum ar fi cangurii sau wallaby), quokka este erbivoră și în principal nocturnă.
Quokka se găsesc pe unele insule mai mici din largul coastei Australiei de Vest, în special pe insula Rottnest, chiar lângă Perth, și pe insula Bald, lângă Albany. Populații izolate, împrăștiate, există și în pădurile de coastă dintre Perth și Albany. O mică colonie locuiește într-o zonă protejată a Rezervației naturale Two Peoples Bay.

## Descriere
O quokka cântărește între 2.5 și 5 kilograme și are o lungime de 40 până la 54 de centimetri cu o coadă de 25 până la 30 de centimetri. Are o construcție îndesată, picioare din spate bine dezvoltate, urechi rotunjite și un cap scurt și lat. Sistemul său musculo-scheletic a fost adaptat inițial pentru deplasarea bipedă terestră, dar, pe parcursul evoluției sale, sistemul s-a dezvoltat pentru locomoția arboricolă. Deși arată mai degrabă ca un cangur foarte mic, se poate cățăra în copaci și arbuști mici de până la 1,5 metri. Se știe că quokka trăiește în medie 10 ani. Quokka sunt animale nocturne; dorm în timpul zilei mai ales în plante Acanthocarpus preissii, folosind țepii plantelor pentru protecție și pentru a se ascunde.
După o lună de gestație, femelele dau naștere unui singur pui. Femelele pot da naștere de două ori pe an și pot da naștere la aproximativ 17 pui pe parcursul vieții. Puiul trăiește în marsupiul mamei sale timp de șase luni. Odată ce părăsește marsupiul, puiul se bazează pe mama sa pentru lapte încă două luni și este complet înțărcat la aproximativ opt luni după naștere. Femelele ajung la maturitatea sexuală după aproximativ 18 luni. Când o femelă quokka cu un pui în marsupiu este urmărită de un prădător, ea își poate abandona puiul; acesta produce zgomote care pot servi pentru a atrage atenția prădătorului, în timp ce mama scapă.

## Descoperire și nume

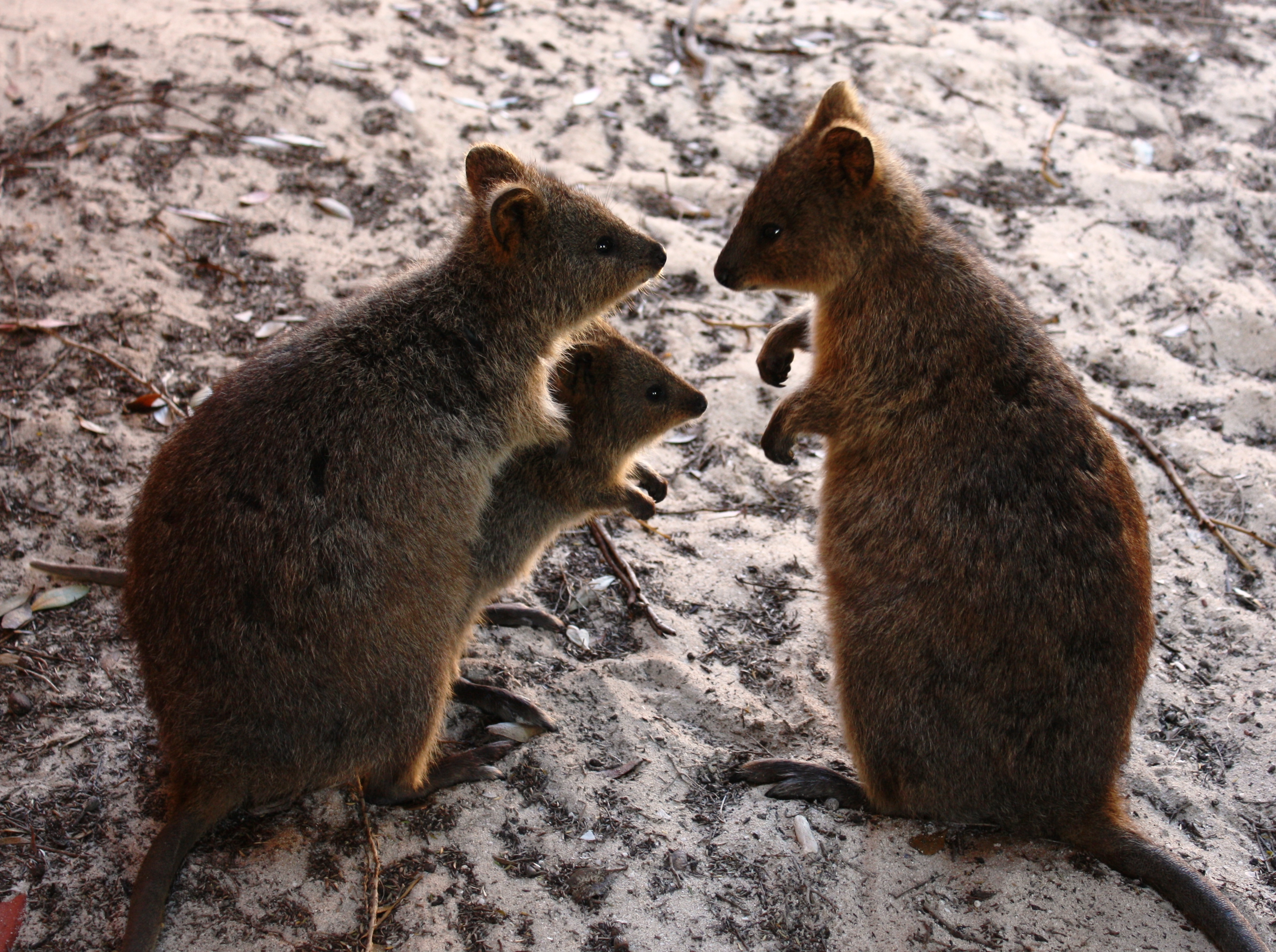
O familie de quokka

Cuvântul „quokka” a fost derivat inițial dintr-un cuvânt Noongar, care era probabil gwaga. Astăzi, oamenii Noongar se referă la animale ca ban-gup, bungeup și quak–a.
În 1658, marinarul olandez Samuel Volckertzoon a scris despre observarea unei „pisici sălbatice” pe insulă. În 1696, exploratorul olandez Willem de Vlamingh i-a confundat cu șobolani uriași și a redenumit insula Wadjemup în 't Eylandt 't Rottenest, care înseamnă „insula cuibului de șobolani” în olandeză.

## Ecologie
În perioada Pleistocenului, quokka erau mai abundente și trăiau în zone deschise. Când europenii au ajuns în Australia, au introdus noi specii, dintre care unele au devenit prădători ai quokka. Acest lucru a făcut ca habitatele în care trăiesc quokka să devină cele din insule și păduri, unde existau pradători mai puțini și mai multă vegetație. În sălbăticie, habitatul quokka este limitat la o zonă foarte mică din sud-vestul Australiei de Vest, cu  populații mici și împrăștiate. O populație mare există pe insula Rottnest și o populație mai mică pe insula Bald. Insulele sunt libere de anumiți prădători, cum ar fi vulpile roșii și pisicile. Pe Rottnest, quokka sunt comune și ocupă o varietate de habitate, de la regiuni semiaride la grădini cultivate. Plantele înțepătoare de Acanthocarpus preissii, care sunt inadecvate pentru oameni și alte animale relativ mari, oferă adăpostul lor preferat pe timpul zilei pentru dormit. În plus, quokka sunt cunoscute pentru capacitatea lor de a se cățăra în copaci.

## Dietă
Quokka mănâncă mai multe tipuri de vegetație, inclusiv ierburi și frunze. Un studiu a constatat că Guichenotia ledifolia, o specie de arbust mic din familia Malvaceae, este unul dintre mâcărurile preferate de quokka. Vizitatorii insulei Rottnest sunt îndemnați să nu hrănească niciodată quokka, parțial pentru că consumul de „hrană umană” precum chipsurile poate provoca deshidratare și malnutriție, ambele dăunătoare sănătății unei quokka. În ciuda lipsei relative de apă proaspătă pe insula Rottnest, quokka au cerințe de apă mari, pe care le satisfac mai ales prin consumul de vegetație. Pe continent, quokka trăiesc doar în zonele care au cel puțin 600 mm de ploaie pe an. Quokka rumegă, asemănător cu vacile.

## Populație
La momentul colonizării, quokka erau larg răspândite și populația era abundentă, distribuția speciei cuprinzând o suprafață de aproximativ 41.200 km2  din sud-vestul Australiei de Vest, inclusiv cele două insule din larg, Bald și Rottnest. Până în 1992, în urma declinului extins al populației în secolul al XX-lea, distribuția speciei pe continent a fost redusă cu mai mult de 50%, la o suprafață de aproximativ 17.800 km2.
În ciuda faptului că sunt numeroase pe insulele mici din larg, quokka este clasificată ca fiind vulnerabilă. Pe continent, unde este amenințată de speciile prădătoare introduse, cum ar fi vulpile roșii, pisicile și câinii, are nevoie de o acoperire densă a solului pentru refugiu. Exploatarea forestieră, dezvoltarea agriculturii și extinderea arealului locuințelor i-au redus habitatul, contribuind la declinul speciei, la fel și curățarea și arderea mlaștinilor rămase.
Se estimează că 4.000 de quokka trăiesc pe continent, aproape toate populațiile continentale fiind grupuri de mai puțin de 50, deși există un grup de peste 700 cu populația în scădere. În 2015, un incendiu extins în apropiere de Northcliffe aproape a eradicat una dintre populațiile locale de pe continent, aproximativ 90% din cele 500 de quokka murind.
În 2007, populația de pe insula Rottnest a fost estimată ca fiind între 8.000 și 12.000. Șerpii sunt singurul prădător al quokka de pe insulă. Populația de pe insula Bald, unde quokka nu are prădători, este de 600 - 1.000. La sfârșitul verii și începutul toamnei, pe insula Rottnest are loc un declin sezonier al quokka, unde pierderea vegetației și reducerea apei de suprafață disponibile poate duce la înfometare.
Specia a cunoscut cea mai semnificativă scădere a populației din 1930 până în anii 1990, când distribuția lor a fost redusă cu peste jumătate. Prezența lor pe continent a scăzut într-o asemenea măsură încât se găsesc doar în grupuri mici în zonele din jurul Perth.
Quokka este considerată specie vulnerabilă în conformitate cu criteriile IUCN.

## Interacțiunea cu oamenii
Quokka nu se tem de oameni și de obicei se apropie de ei, în special pe insula Rottnest, unde sunt abundente. Deși quokka sunt abordabile, există câteva zeci de cazuri anual de quokka care mușcă oameni, în special copii. Există restricții în ceea ce privește hrănirea lor. Hrănirea, în special cu „hrană umană”, este descurajată în special, deoarece se pot îmbolnăvi cu ușurință. Pe lângă restricțiile privind interacțiunile umane cu quokka, acestea au fost testate ca fiind potențial dăunătoare pentru oameni, datorită ratele lor ridicate de infecție cu salmonella, în special vara. Acest lucru a fost dovedit și experimentat de oamenii de știință care au făcut teste de sânge pe quokka sălbatice de pe insula Rottnest.
Quokka pot fi observate și la mai multe grădini zoologice și parcuri cu animale sălbatice din  Australia. Interacțiunea fizică nu este în general permisă fără permisiunea explicită din partea personalului de supraveghere.
Comportamentul quokka ca răspuns la interacțiunea umană a fost examinat în mediile grădinilor zoologice. Un studiu scurt a indicat că mai puține animale au rămas pe căile vizitatorilor atunci când incinta era un mediu deschis sau se putea trece prin ea.

### Selfie-uri cu o quokka

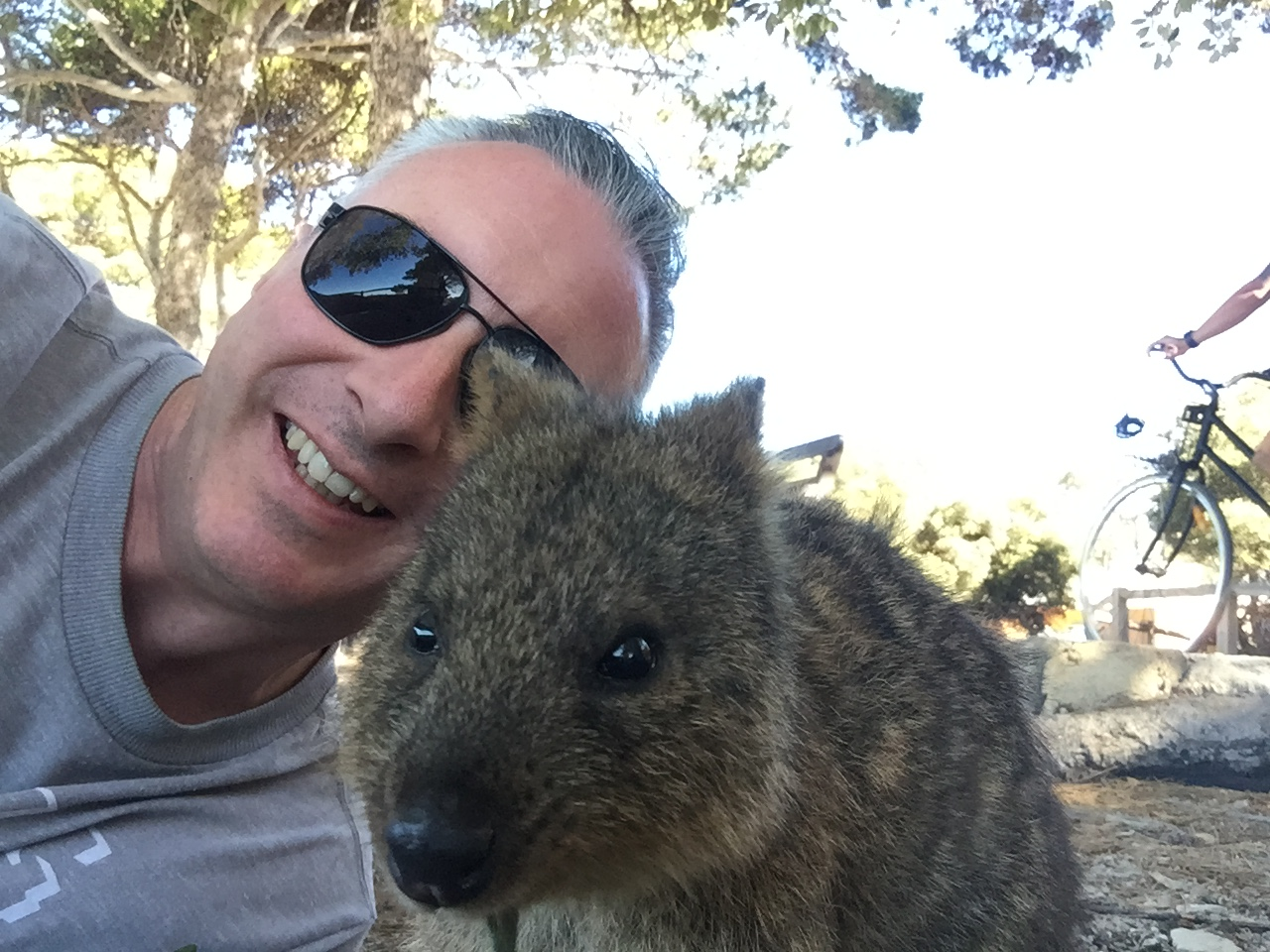
Un bărbat care își face un selfie cu o quokka

La mijlocul anilor 2010, quokka și-au câștigat reputația pe internet ca fiind „cele mai fericite animale din lume” și simboluri ale pozitivității, deoarece fotografiile frontale ale fețelor lor le fac să pară zâmbitoare (de fapt, nu „zâmbesc” în sens omenesc; acest lucru poate fi atribuit structurii lor faciale naturale). Multe fotografii cu quokka zâmbitoare au devenit de atunci virale, iar „ selfie-urile quokka” au devenit o tendință populară pe rețelele sociale, datorită unor  celebrități precum Chris Hemsworth, Shawn Mendes, Margot Robbie, Roger Federer. Numărul de turiști pe insula Rottnest a crescut ulterior.

## Ziua Quokka
Ziua națională a Quokka este pe 14 septembrie.